# Excalibur
Excalibur ili Caliburn mitski je mač legendarnog britanskog kralja Arthura, koji je prvi put detaljno opisan u Legendi o kralju Arthuru Thomasa Malorya iz 15. stoljeća.

## Povijest
U toj poemi kazuje se da je taj čarobni mač iz kamena mogao izvući jedino pravi vladar, a to je uspjelo Arthuru kad je još bio dječak. Mač je tako bio i dokaz njegova plemenitog podrijetla i predodređenosti bivanju vladara.  Mač je onom koji se njime služio davao nepobjedivu snagu i moć. 
U drugoj verziji iste legende mač je Arthuru dala Gospa od jezera. Zbog tog je on nakon što je smrtno ranjen u svom posljednjem boju, naredio svom vjernom vitezu Bediveru da ode do jezera i baci mač u vodu i tako ga vrati pravoj vlasnici. U trenutku kad je pao u vodu, iz jezera se pojavila ruka koja ga je uhvatila i triput zamahnula njime, nakon tog je Excalibur nestao pod vodom.
I Irci imaju sličnu legendu jedino što se kod njih taj čarobni mač zove - Caladbolg. Po svemu sudeći izgleda da je Caladbolg  poslužio kao uzor Geoffreyu od Monmoutha za - Arthurov - Excalibur u djelu Historia Regum Britanniae. Po Maloryju Excalibur je značio iskovan čelik.

## Vanjske poveznice
- Excalibur na portalu projekta Camelot  Arhivirana inačica izvorne stranice od 15. srpnja 2017. (Wayback Machine)
- Excalibur na portalu Encyclopædia Britannica